# Asaphobelis pluripunctatus
Asaphobelis pluripunctatus är en spindelart som beskrevs av Cândido Firmino de Mello-Leitão 1947. Asaphobelis pluripunctatus ingår i släktet Asaphobelis och familjen hoppspindlar. Inga underarter finns listade i Catalogue of Life.